# 勅撰和歌集
勅撰和歌集（ちょくせんわかしゅう）は、天皇や上皇の命により編纂された歌集。
『古今和歌集』（延喜5年（905年）成立）に始まり、『新続古今和歌集』（永享11年（1439年）成立）までの534年間で21の勅撰和歌集が編纂された。このことから「二十一代集」と総称される。さらに編纂時期により、「八代集」（『古今集』から『新古今集』）と「十三代集」（『新勅撰集』から『新続古今集』）に大別され、八代集のうち最初の三集は特に「三代集」（『古今集』・『後撰集』・『拾遺集』）と呼ばれる。また、このほかに南朝で編纂された『新葉和歌集』があるが、これは準勅撰集に位置づけられる。
なお、後水尾天皇は『類題和歌集』を、霊元天皇は『新類題和歌集』を勅撰させたが、これらは二十一代集や一般的な勅撰和歌集に含まれない。

## 一覧
| 番号 | 書名           | 成立                    | 下命者     | 撰者                                              | 序            | 巻数 | 歌数            | 備考                                                                      |
| ---- | -------------- | ----------------------- | ---------- | ------------------------------------------------- | ------------- | ---- | --------------- | ------------------------------------------------------------------------- |
| 1    | 古今和歌集     | 905年                   | 醍醐天皇   | 紀友則 紀貫之 凡河内躬恒 壬生忠岑                 | 仮名序 真名序 | 20巻 | 1100首          | 最初の勅撰和歌集                                                          |
| 2    | 後撰和歌集     | 951年下命 957-959年成立 | 村上天皇   | 大中臣能宣 清原元輔 源順 紀時文 坂上望城          | なし          | 20巻 | 1425首          |                                                                           |
| 3    | 拾遺和歌集     | 1005-07年               | 花山院     | 花山院 藤原公任                                   | なし          | 20巻 | 1351首          | 藤原公任『拾遺抄』を増補したもの                                          |
| 4    | 後拾遺和歌集   | 1086年                  | 白河天皇   | 藤原通俊                                          | 仮名序        | 20巻 | 1218首          |                                                                           |
| 5    | 金葉和歌集     | 1126年（三奏本）        | 白河院     | 源俊頼                                            | なし          | 10巻 | 650首（三奏本） | 世上に流布したのは10巻665首の二度本                                       |
| 6    | 詞花和歌集     | 1151年頃                | 崇徳院     | 藤原顕輔                                          | なし          | 10巻 | 415首           | 勅撰和歌集中最少の歌数                                                    |
| 7    | 千載和歌集     | 1188年                  | 後白河院   | 藤原俊成                                          | 仮名序        | 20巻 | 1288首          |                                                                           |
| 8    | 新古今和歌集   | 1205年                  | 後鳥羽院   | 源通具 藤原有家 藤原定家 藤原家隆 飛鳥井雅経 寂蓮 | 仮名序 真名序 | 20巻 | 1978首          | 実際には後鳥羽院の親撰。 成立直後から後鳥羽院の手により複数回改変される。 |
| 9    | 新勅撰和歌集   | 1235年                  | 後堀河天皇 | 藤原定家                                          | 仮名序        | 20巻 | 1374首          | 政治的な配慮で、後鳥羽院や順徳院の歌が撰定途中に除かれた                  |
| 10   | 続後撰和歌集   | 1251年                  | 後嵯峨院   | 藤原為家                                          | なし          | 20巻 | 1371首          |                                                                           |
| 11   | 続古今和歌集   | 1265年                  | 後嵯峨院   | 藤原為家 藤原基家 藤原行家 藤原光俊 藤原家良      | 真名序 仮名序 | 20巻 | 1915首          | 家良は奏覧以前に没                                                        |
| 12   | 続拾遺和歌集   | 1278年                  | 亀山院     | 二条為氏                                          | なし          | 20巻 | 1459首          |                                                                           |
| 13   | 新後撰和歌集   | 1303年                  | 後宇多院   | 二条為世                                          | なし          | 20巻 | 1607首          |                                                                           |
| 14   | 玉葉和歌集     | 1312年                  | 伏見院     | 京極為兼                                          | なし          | 20巻 | 2800首          | 勅撰和歌集最多の歌数                                                      |
| 15   | 続千載和歌集   | 1320年                  | 後宇多院   | 二条為世                                          | なし          | 20巻 | 2143首          |                                                                           |
| 16   | 続後拾遺和歌集 | 1326年                  | 後醍醐天皇 | 二条為藤 二条為定                                 | なし          | 20巻 | 1353首          | 下命後為藤が没し、為定が引継ぐ                                            |
| 17   | 風雅和歌集     | 1349年                  | 光厳院     | 光厳院（親撰） 花園院監修                         | 真名序 仮名序 | 20巻 | 2211首          |                                                                           |
| 18   | 新千載和歌集   | 1359年                  | 後光厳天皇 | 二条為定                                          | なし          | 20巻 | 2365首          | 足利尊氏執奏。 武家による執奏勅撰和歌集の最初とされる。                   |
| 19   | 新拾遺和歌集   | 1364年                  | 後光厳天皇 | 二条為明 頓阿                                     | なし          | 20巻 | 1920首          | 足利義詮執奏。 四季部奏覧後に為明が没し、頓阿が引継ぐ。                   |
| 20   | 新後拾遺和歌集 | 1384年                  | 後円融天皇 | 二条為遠 二条為重                                 | 仮名序        | 20巻 | 1554首          | 足利義満執奏。 下命後為遠が没し、為重が引継ぐ。                           |
| 21   | 新続古今和歌集 | 1439年                  | 後花園天皇 | 飛鳥井雅世                                        | 真名序 仮名序 | 20巻 | 2144首          | 足利義教執奏。 最後の勅撰和歌集となる。                                   |
|      | 新葉和歌集     | 1381年                  | 長慶天皇   | 宗良親王                                          | 仮名序        | 20巻 | 1426首          | 南朝君臣の作を収めた撰集。準勅撰和歌集                                    |